# Grimsthorpe Lake
Grimsthorpe Lake är en sjö i Kanada.   Den ligger i countyt Hastings County och provinsen Ontario, i den sydöstra delen av landet, 150 km väster om huvudstaden Ottawa. Grimsthorpe Lake ligger 319 meter över havet. Arean är 0,91 kvadratkilometer. Den sträcker sig 1,0 kilometer i nord-sydlig riktning, och 1,7 kilometer i öst-västlig riktning.
I omgivningarna runt Grimsthorpe Lake växer i huvudsak blandskog. Runt Grimsthorpe Lake är det mycket glesbefolkat, med 2 invånare per kvadratkilometer.